# Sint-Michielskerk (Kesselt)

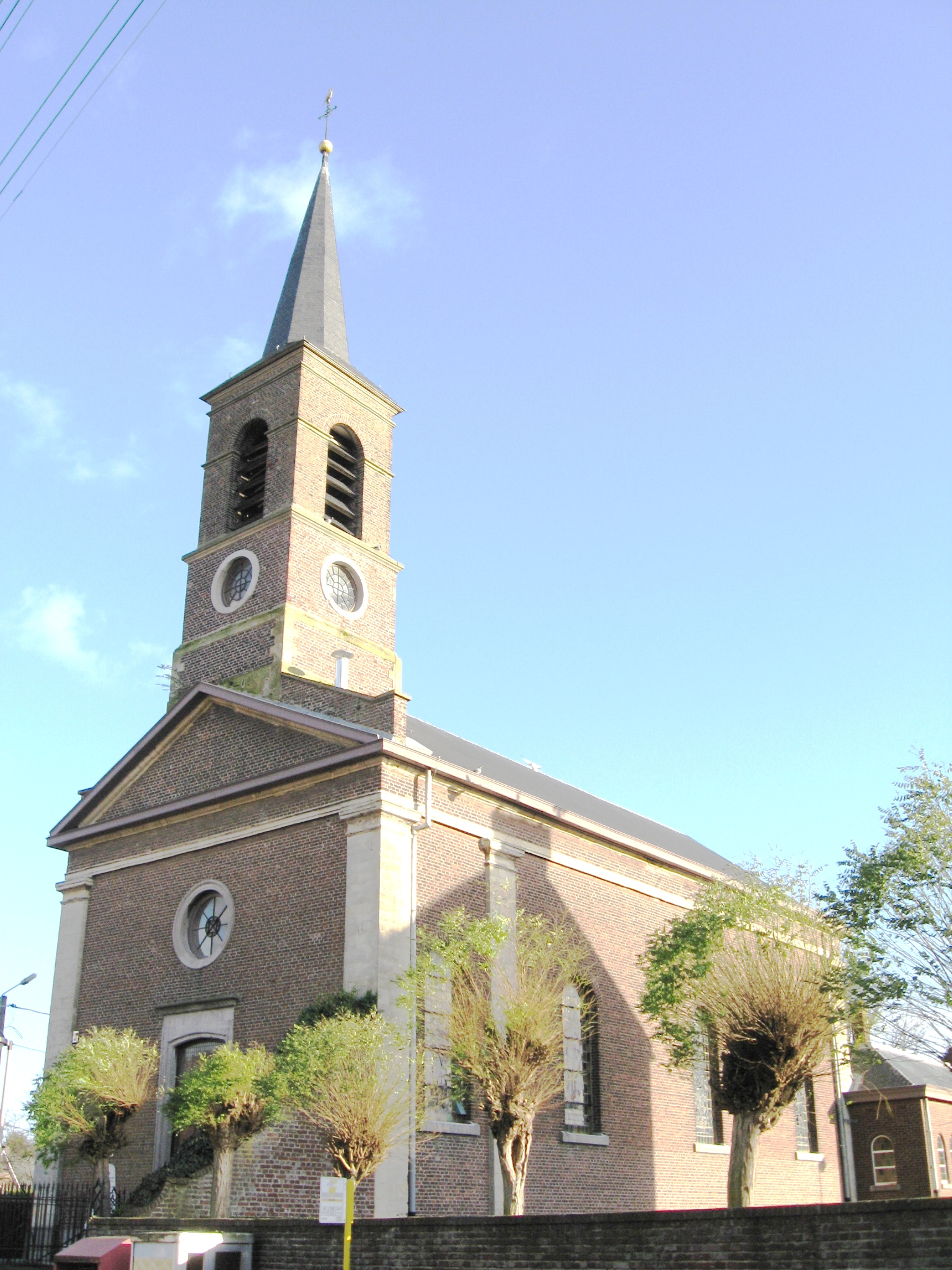
Sint-Michielskerk

De Sint-Michielskerk is de parochiekerk van Kesselt, gelegen aan de Sint-Michielsstraat.
De kerk werd in 1849 gebouwd in neoclassicistische stijl, nadat Kesselt langere tijd kerkelijk ondergeschikt was aan de parochie van Veldwezelt. Het is een bakstenen zaalkerk met een ingebouwde westtoren. Versieringen, zoals pilasters, zijn uitgevoerd in mergelsteen. Het ranke torentje heeft een ingesnoerde naaldspits. Het koor werd herbouwd in 1953.
De kerk, die iets hoger ligt dan het straatniveau, is omringd door een ommuurd kerkhof.
De kerk bezit twee gepolychromeerd houten beelden uit begin 18e eeuw: een Sint-Anna en een Sint-Jozef. De overige voorwerpen zijn uit de tijd van de bouw van de kerk, of iets later.